# 達德利 (密蘇里州)
達德利（英語：Dudley）是位於美國密蘇里州斯托達德縣的城市。

## 人口
根據2020年美國人口普查的數據，達德利的面積為1.01平方千米，皆為陸地。當地共有人口101人，而人口密度為每平方千米100人。